# Ucraini in Bosnia ed Erzegovina

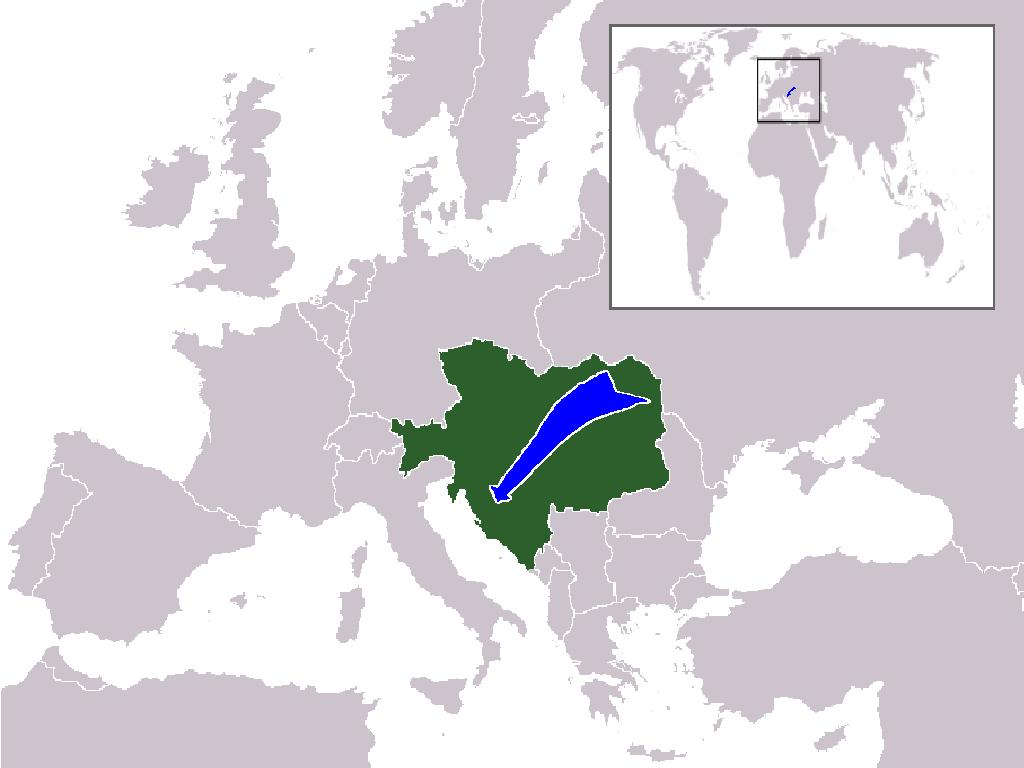
Percorso della diaspora ucraina in Bosnia ed Erzegovina

Gli ucraini in Bosnia ed Erzegovina sono una minoranza nazionale composta da persone di etnia ucraina residente in Bosnia ed Erzegovina.

## Storia

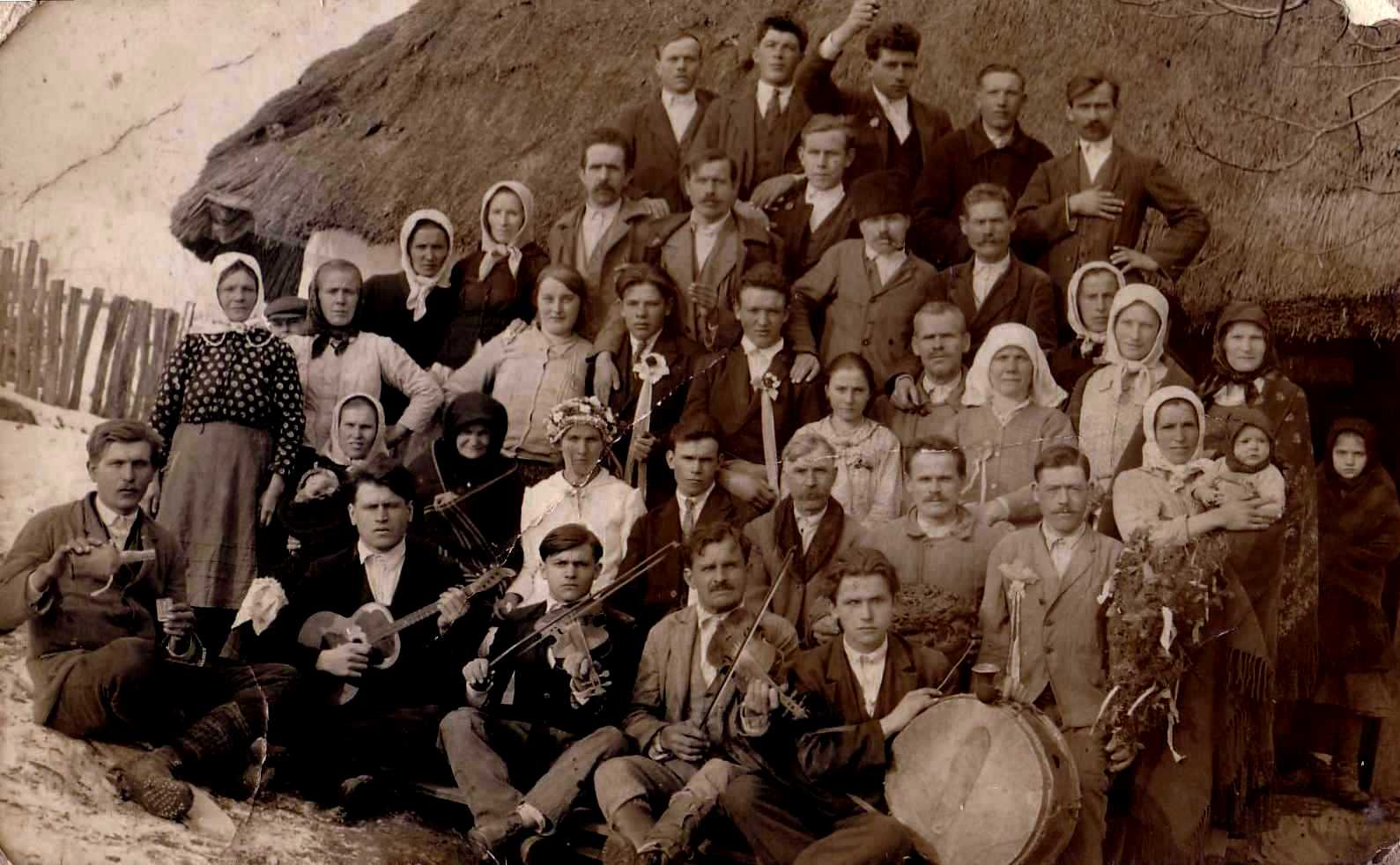
Ucraini a Prnjavor nel 1890

I primi ucraini arrivarono nei Balcani dopo il Congresso di Berlino del 1878, quando la Bosnia entrò a far parte della monarchia austro-ungarica, di cui facevano parte anche la Galizia e la Bucovina, dove vivevano anche parti della popolazione ucraina. Le aree in cui si stabilirono gli ucraini erano per lo più scarsamente popolate e vaste zone in Bosnia erano disabitate. Il governo austro-ungarico avviò una politica di insediamento in quelle aree invitandovi alcune delle minoranze nazionali come polacchi, tedeschi, cechi, italiani, ungheresi e ucraini. La maggior parte degli ucraini proveniva dalla Galizia (occidentale), dalla Bucovina (settentrionale) e dalla Rutenia subcarpatica, tutte regioni ora facenti parte dell'Ucraina. Si stabilirono per lo più contadini che avevano piccole proprietà e problemi finanziari, sfruttando la vasta disponibilità di terra pubblica. Il governo austro-ungarico comunicò agli ucraini che chiunque avesse avuto 600 rynski (valuta) avrebbe dovuto stabilirsi in Bosnia e che gli sarebbe stato assegnato un appezzamento di terra. Così si formarono in Bosnia villaggi abitati da ucraini come Lišnja, Devetina, Kamenica, Kozarac, Dubrava e altri. Anche la città di Prnjavor è densamente popolata da ucraini.

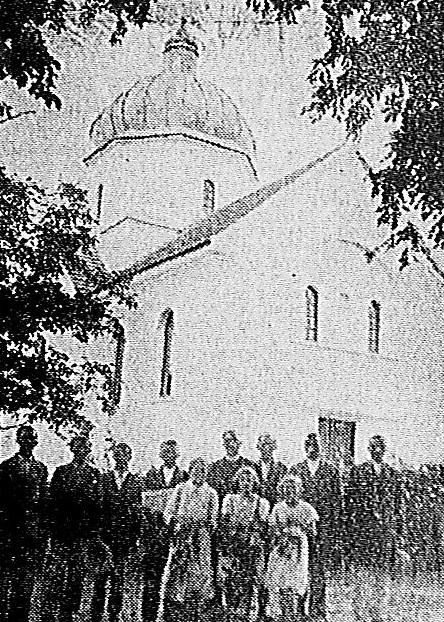
Chiesa greco-cattolica ucraina di Devetina nel 1939

Gli ucraini che si sono stabiliti in Bosnia erano principalmente impiegati nell'agricoltura. Rispetto alla popolazione locale gli ucraini avevano metodi avanzati di coltivazione della terra: con il loro arrivo comparve per la prima volta l'aratro di ferro, utilizzato principalmente per l'aratura più profonda. Gli ucraini portarono con sé in Bosnia colture sconosciute come segale, grano saraceno, patate e luppolo, e svilupparono anche vivaismo, orticoltura e apicoltura. La popolazione ucraina iniziò a utilizzare il riso macinato che serviva da mangime per il bestiame e miscele secche che venivano utilizzate per l'uso domestico.
La prima casa editrice e biblioteca ucraina in Bosnia ed Erzegovina, chiamata Società di lettura russa "Prosveta", fu fondata nel 1909 a Prnjavor.

## Censimenti della popolazione
Nei censimenti della popolazione gli ucraini in Bosnia ed Erzegovina erano per lo più presentati come ruteni, piccoli russi, ucraini e greco-cattolici.
Censimenti della popolazione durante l'Austria-Ungheria:
- 1895: 163 greco-cattolici
- 1910: 8 136 greco-cattolici

Censimenti della popolazione durante il Regno dei Serbi, Croati e Sloveni (Jugoslavia):
- 1921: 9 308 greco-cattolici (o 8 146 "russini-piccoli russi")
- 1931: 8 915 greco-cattolici (non ci sono dati per la Bosnia ed Erzegovina, ma solo per la Banovina del Vrbas)

Censimenti della popolazione durante la Repubblica Socialista Federale di Jugoslavia:
- 1948: 7 883 ruteni
- 1953: 7 473 ruteni
- 1961: 6 136 ruteni
- 1971: 5 333 ucraini e 141 ruteni
- 1981: 4 502 ucraini e 111 ruteni
- 1991: 3 929 ucraini e 133 ruteni

Censimenti della popolazione durante la Bosnia ed Erzegovina:
- 2013: 2 331 ucraini

## Organizzazioni ucraine in BiH
- Associazione ucraina di intelligenza creativa "Mondo della cultura"

- Associazione culturale ed educativa degli ucraini "Taras Ševčenko" di Banja Luka

- Associazione culturale ed educativa degli ucraini "Červona Kalina" di Lišnja